# Kleiner Geiger
Der Kleine Geiger ist ein 2816 m ü. A. hoher Berggipfel des Dorferkamms in der Venedigergruppe in Osttirol (Österreich). Der Kleine Geiger wurde erstmals am 28. Juli 1913 von J. Dorn und Th. Husche bestiegen.

## Lage
Der Kleine Geiger liegt im Norden des Gemeindegebiets von Prägraten am Großvenediger im Zentrum des Dorferkamms, der sich wiederum im Zentrum der Venedigergruppe befindet. Der Dorferkamm, der im Bereich des Großen Geigers (3360 m ü. A.) nach Süden abzweigt, verläuft zunächst zum Großen Happ (3352 m ü. A.) und danach zu einem unbenannten Höhenpunkt (3129 m ü. A.), bevor südlich dieses Punktes eine Abzweigung des Hauptkamms nach Südwesten zum Kleinen Geiger verläuft. Östlich des Kleinen Geigers am Hauptkammverlauf befindet sich das Türmljoch (2772 m ü. A.) mit dem Türml (2844 m ü. A.), auf den der Niklaskogel (2791 m ü. A.) folgt. Der am Rande der Kernzone des Nationalparks Hohe Tauern gelegene Gipfel ist alpin unbedeutend und erhebt sich über das westlich gelegene Tal des Maurerbachs. Im Osten erstreckt sich das Hinterbichler Dorfertal. Nächstgelegene Schutzhütten sind die Essener-Rostocker Hütte im Südwesten und die Johannishütte im Südosten. 

## Aufstiegsmöglichkeiten
Der Aufstieg zum Kleinen Geiger erfolgt vom Verbindungsweg zwischen der Essener-Rostocker Hütte und Johannishütte. Hierbei steigt man von der Essener-Rostocker Hütte in Richtung des Türmljochs auf oder von der Johannishütte über das Türmljoch ab, bis man zu einer Geröllrinne gelangt, die vom Kleinen Geiger herabzieht. Durch die Geröllrinne erfolgt der Aufstieg zur Gipfelkante, die man in der Folge rechts über Felsen erreicht. Der Schlussanstieg erfolgt auf einem Band und danach durch eine kaminartige Verschneidung zum Gipfel (UIAA II).